# Supercoppa dei Paesi Bassi 1949
La Supercoppa dei Paesi Bassi 1949 è stata la prima edizione della Johan Cruijff Schaal.
Si è svolta il 25 giugno 1949 al Goffertstadion di Nimega tra il SVV, vincitore della Eredivisie 1948-1949, e il Quick Nijmegen, vincitore della KNVB beker 1948-1949.
A conquistare il titolo è stato il SVV che ha vinto per 2-0.

## Partecipanti
| Squadre        | Qualificazione                       | Partecipazioni precedenti (il grassetto indica la vittoria) |
| -------------- | ------------------------------------ | ----------------------------------------------------------- |
| SVV            | Vincitore della Eredivisie 1948-1949 | Nessuna                                                     |
| Quick Nijmegen | Vincitore della KNVB beker 1948-1949 | Nessuna                                                     |

## Tabellino
| Arbitro: | H.J. van Laar |

|                   |           |  |
| Schrumpf Könemann | Marcatori |  |